# 콜롬비아 분쟁
콜롬비아 분쟁(스페인어: Conflicto en Colombia)은 1964년 또는 1966년부터 시작되어 현재까지 진행 중인 콜롬비아 정부, 준군사조직, 범죄조직, 좌익 유격대가 콜롬비아 영토 내에서 각자의 영향력을 확대시키기 위해 항쟁하는 저강도 비대칭 전쟁이다.
콜롬비아 분쟁은 1948년 대중주의 정치가 호르헤 엘리에세르 가이탄이 암살당하면서 촉발된 라 뵤를렌샤 분쟁 및 그 이후 미국의 지원을 받은 반공주의적 억압이 1960년대 콜롬비아 농촌지역에 가해지면서 자유당 및 공산당의 열성분자들이 FARC로 재조직된 과정에 그 뿌리를 두고 있다.
분쟁에 참여하는 이유는 각 집단마다 제각각이다. FARC를 비롯한 좌익 유격대는 콜롬비아의 빈자들의 권리를 수호하고 그들을 정부의 폭력에서 보호하며 공산주의를 통해 사회정의를 바로세우기 위해 싸운다고 주장한다. 콜롬비아 정부는 질서와 안정을 지키고 시민들의 권리와 이해를 보장하기 위해 싸운다고 주장한다. 우익 준군사조직들은 좌익 유격활동으로 인한 위험에 대응하기 위해 싸운다고 주장한다. 좌익 유격대와 우익 준군사조직 모두 마약 밀매 및 테러리즘 혐의를 받고 있으며, 이 분쟁에 참여하고 있는 모든 세력은 셀 수 없이 많은 인권 침해를 저질렀다.
콜롬비아 국립역사기념센터의 연구에 따르면 1958년에서 2013년 사이에 이 분쟁으로 220,000 여명이 죽었으며 그 중 177,307 명이 민간인이고 전투원은 40,787 명에 불과했다. 또 1985년에서 2012년 사이에 5백만 명 이상의 민간인이 삶의 터전을 버리고 난민 신세가 되어 세계에서 두 번째로 많은 국내실향민 집단을 형성하였다.